# Рацлавиці (гміна)
Гміна Рацлавіце (пол. Gmina Racławice) — сільська гміна у південній Польщі. Належить до Меховського повіту Малопольського воєводства.
Станом на 31 грудня 2011 у гміні проживало 2496 осіб.

## Площа
Згідно з даними за 2007 рік площа гміни становила 59.18 км², у тому числі:
- орні землі: 77.00%
- ліси: 16.00%

Таким чином, площа гміни становить 8.74% площі повіту.

## Населення
Станом на 31 грудня 2011:
| Опис     | Загалом | Загалом | Чоловіки | Чоловіки | Жінки | Жінки |
| -------- | ------- | ------- | -------- | -------- | ----- | ----- |
| одиниця  | осіб    | %       | осіб     | %        | осіб  | %     |
| все      | 2496    | 100     | 1270     | 50.88    | 1226  | 49.12 |
| міське   | 0       | 100     | 0        |          | 0     |       |
| сільське | 2496    | 100     | 1270     | 50.88    | 1226  | 49.12 |

## Сусідні гміни
Гміна Рацлавіце межує з такими гмінами: Дзялошице, Мехув, Палечниця, Радземіце, Скальбмеж, Слабошув.